# Vier Meesters van de Zuidelijke Song

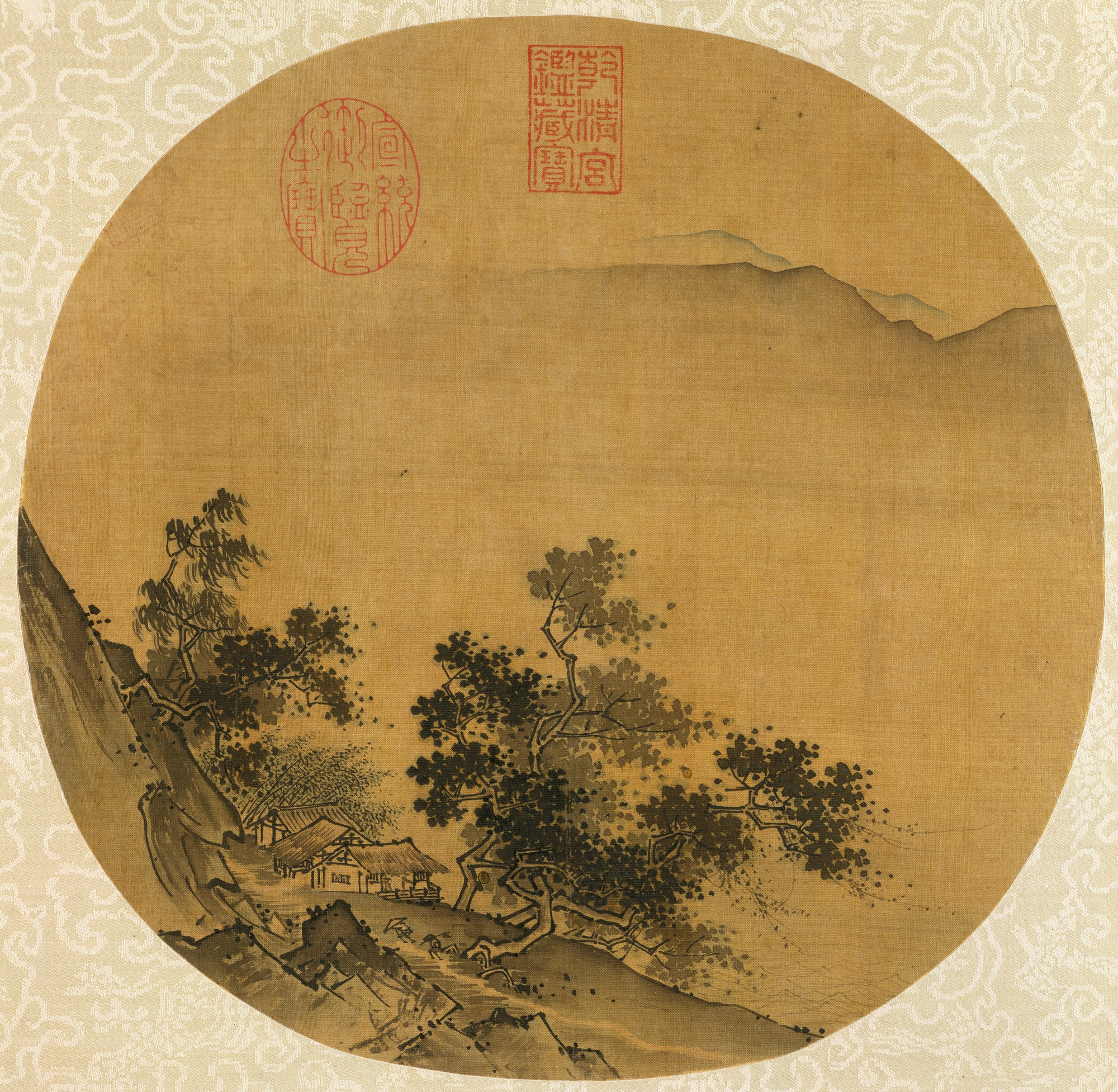
Terugreis naar huis in een slagregen door Xia Gui

De Vier Meesters van de Zuidelijke Song is een canon van vier belangrijke Chinese kunstschilders in de periode van de Zuidelijke Song (1127-1279). Dit zijn Li Tang (1050–1130), Liu Songnian (1174–1224), Ma Yuan (ca. 1160–1225) en Xia Gui (ca. 1180–1224). Alle vier waren hofschilders behorende tot de Noordelijke School.
De oudste kunstschilder in de canon is Li Tang, die te boek staat als een kunstenaar die medebepalend was voor de shan shui-stijl van de Noordelijke Song. Zijn asymmetrische berglandschappen vormen een link tussen de noordelijke landschapsstijl van de vroege Song-periode en de latere drie meesters. Liu Songnian verfijnde Li's schilderstechnieken en had een grote invloed op zijn tijdgenoten Ma Yuan en Xia Gui, de grondleggers van de invloedrijke Ma-Xia-school. Alle vier de schilders hadden een grote invloed op de Zhe-school uit de Ming-periode.